# Overlord (Computerspiel)
Overlord ist ein Computerspiel des niederländischen Entwicklers Triumph Studios, das im Juni 2007 über den britischen Spielepublisher Codemasters für Windows, Xbox 360 und Linux erschien. Das Action-Adventure zeichnet sich durch eine überzeichnete Darstellung gängiger Fantasyklischees aus. Der Titel erhielt eine Erweiterung mit dem Titel Raising Hell und wurde später auch auf PlayStation 3 portiert. Es folgten mit Overlord 2 ein direkter Nachfolger und zwei weitere Ableger der Serie, entwickelt vom britischen Spieleentwickler Climax Studios.

## Handlung
Der Spieler schlüpft in die Rolle des Overlords, eines klassischen Antagonisten, dessen Vorgänger von sieben Helden besiegt und dessen Heimstatt, sein Turm, vollständig zerstört wurde. Ursprünglich war der Overlord der Unterdrücker aller umliegenden Lande, bis er gegen die Helden unterlag. Doch der Erfolg und die Bewunderung durch das Volk stiegen den ehemaligen Helden zu Kopf und so entwickelten sie sich selbst zu Tyrannen, die das Volk noch schlimmer ausbeuteten. Mit Hilfe seiner mit verschiedenen Fähigkeiten ausgestatteten Schergenhorden tritt der Overlord einen Rachefeldzug gegen die Helden an.

## Spielprinzip und Technik
In der Figur des Spielercharakters wird ein neuer Overlord geboren, der fortan bemüht ist, seinen Turm wiederaufzubauen, die sieben Helden ihrer gerechten Strafe zuzuführen und die Weltherrschaft an sich zu reißen. Ihm zur Seite stehen die sogenannten Schergen, kleine goblinartige Wesen, die sich auf Befehl ihres Meisters KI-gelenkt in den Kampf stürzen oder kleinere Knobelaufgaben ausführen. Während der Missionen sind sie es vor allem, die die Kämpfe für ihren Herrn übernehmen, Dörfer plündern, Gegner angreifen, Türen öffnen und Schätze heranschleifen. Insgesamt vier verschiedene Typen von Schergen mit eigenen Stärken und Schwächen stehen dem Spieler im Lauf des Spiels zur Verfügung, aus denen er sich eine Armee von bis zu 50 Schergen aufbauen kann. Die Spielmechanik von Overlord und das Steuern der Schergen erinnert dabei sehr stark an die Pikminreihe von Nintendo.
Zwischen den kampforientierten Missionen kehrt der Spieler in seinen Turm zurück, um diesen dort mit Hilfe seiner Beute weiter auszubauen oder um ähnlich wie in einem Computer-Rollenspiel neue Fähigkeiten zu erlernen und seine Ausrüstung zu verbessern. Ähnlich wie in den Lionhead-Spielen Fable oder Black & White kann sich der Spieler an mehreren Stellen im Spiel entscheiden, ob er gut oder böse handeln möchte. Dementsprechend passt sich dann die Erscheinung des Overlords und seines Turmes an. Aber auch wenn man im Spiel die Rolle eines potentiellen Bösewichts übernimmt, ist man nicht gezwungen permanent Böses zu tun. Das Spiel kann auch ohne die Beeinträchtigung der neutralen Figuren beendet werden. Das Spiel erhielt dennoch eine Altersfreigabe ab 16 Jahren.
Neben der Einzelspieler-Kampagne bietet Overlord drei Mehrspieler-Modi, Deathmatch, Kooperation und einen speziellen Plünderungs-Modus, in dem verschiedene Overlords mit ihren Minions in einem Wettlauf gegeneinander versuchen, durch Plünderungen möglichst viel Gold zu sammeln. Speziell für die Xbox-360-Version wurde nachträglich ein sogenannter Splitscreen-Modus entwickelt und auf der Games Convention 2007 erstmals öffentlich vorgestellt.

## Produktionsnotizen
Overlord ist ein humorvolles Spiel mit schwarzem britischen Humor und diversen Slapstick-Einlagen. Diese werden besonders in den KI-gesteuerten Aktionen der Schergen zum Ausdruck gebracht. Im gesamten Spiel werden gängige Klischees des Fantasy-Genres parodiert. Overlord selbst verbindet die Merkmale diverser Genres, u. a. von Action-Adventures und Computer-Rollenspielen. Es wurden einzelne Aspekte aus Spielen wie Fable, Black & White, Dungeon Keeper oder Pikmin herausgegriffen und für Overlord neu abgemischt. Im Zentrum des Spiels steht der Umgang mit den Schergen, die zu befehligen und zu verbessern den größten Spielanteil ausmacht.
Overlord wurde im April 2006 von Codemasters für den Sommer 2007 angekündigt. Für das Design der Handlung wurde u. a. Rhianna Pratchett, Tochter des britischen Autors und Scheibenwelt-Erfinders Terry Pratchett, verpflichtet. Die Musik stammt von Michiel van den Bos.

### Erweiterungen
Codemasters veröffentlichte für die Xbox 360 insgesamt drei Downloaderweiterungen.
- Overlord: Raising Hell
- Overlord: Challenge Pack
- Overlord: Split-Screen Multiplayer Pack

Diese Erweiterungen wurden für den PC zusammengefasst und unter dem Titel Overlord: Raising Hell weltweit als Downloaderweiterung auf mehreren Onlinevertriebsplattformen zum Erwerb angeboten.

### Versionen
Overlord erschien erstmals am 29. Juni 2007 für PC und Xbox 360. Nach der Fertigstellung der drei Downloaderweiterungen folgten zwei weitere Fassungen:
- Overlord: Raising Hell (PC)
Diese Fassung wurde Ende November 2007 ausschließlich in Deutschland angeboten. Sie umfasst das Grundspiel und den Inhalt aller Downloaderweiterungen. Der Titel dieser Fassung leitet sich von der gleichnamigen ersten Downloaderweiterung ab. Sie erschien noch vor Veröffentlichung der Downloaderweiterungen. Dazu gehörten die fünf neuen Unterweltregionen, welche mit einer kleinen Rahmenhandlung verknüpft wurden, neue Waffen und Rüstungen für die Schergen, sowie neue Gegner und Herausforderungen im Verlies der Overlord-Festung. Auch der Split-Screen-Modus und die zusätzlichen Mehrspielerkarten und -modi für den Multiplayer-Teil waren in dieser Fassung integriert. Um Split-Screen-Modus nutzen zu können, war der Anschluss eines Gamepads für den zweiten Spieler notwendig.[4]
- Overlord: Raising Hell (PS3)

Im Februar 2009 wurde Overlord erstmals auch für die PlayStation 3 veröffentlicht, ebenfalls in der erweiterten Fassung und unter dem Titel Overlord: Raising Hell.

### Fortsetzungen

#### Overlord 2
Im Juni 2009 veröffentlichte Codemasters das ebenfalls von Triumph Studios entwickelte Sequel Overlord 2 für Microsoft Windows, Xbox 360 und Playstation 3. Der Stil der Serie wurde konsequent fortgesetzt und die Handlung knüpft direkt an die Geschehnissen des ersten Teils. Nach dem Verschwinden des alten Overlords schlüpft der Spieler in die Rolle dessen Sohnes und sammelt Kräfte, um gegen die römisch anmutende Armee des „Glorreichen Imperiums“ zu bestehen, das alle magischen Wesen ausrotten will. Die Geschichte wurde wie zuvor von Rhianna Pratchett geschrieben.
Das Gameplay des ersten Teils blieb im Kern erhalten. Neu ist die Fähigkeit der Schergen, Kriegsmaschinen oder Schiffe zu bedienen und Reittiere zu verwenden. Des Weiteren gibt es die Möglichkeit, dass der Overlord an bestimmten Stellen die Kontrolle über den stärksten Schergen übernimmt, der dann die anderen Schergen führt und so für den Overlord unzugängliche Gebiete erkundet und zugänglich macht. Eine weitere Neuerung gegenüber dem ersten Teil stellt die Möglichkeit dar, gefallene Schergen wiederzubeleben.

#### Overlord: Fellowship of Evil
Im April 2015 kündigte Codemasters mit Overlord: Fellowship of Evil ein Action-Rollenspiel mit Koop-Funktion für bis zu vier Spieler an. Das Spiel verzichtet auf einen Overlord und führt stattdessen vier Netherghuls ein, untote Helden, die von den Spielern gesteuert werden. Die Handlung wurde wieder von Rhianna Pratchett geschrieben. Das Spiel ist im Oktober 2015 für Windows, Xbox One und PlayStation 4 erscheinen.

#### Weitere Spiele
Im selben Jahr wie Overlord 2 veröffentlichte Codemasters zwei weitere Ableger, die von den Climax Studios entwickelt wurden:
- Overlord: Dark Legend (2009, Wii)
- Overlord: Minions (2009, Nintendo DS)

## Rezeption
Die Xbox-360- und Windows-Fassungen von Overlord wurden zumeist positiv bewertet (Metacritic: 76 bzw. 82 von 100), die PlayStation-3-Fassung erhielt gemischte Kritiken (Metacritic: 72 von 100).

„Haarsträubende Ideen, verpackt in bissigem Humor und untendrunter die Schergen als innovative Spielidee – so etwas gibt es einfach viel zu selten! Dass Overlord keine Traumwertung von mir bekommt, liegt eben daran, dass es zu wenig aus seinen spielerischen Möglichkeiten macht: Ich will mehr Quests, mehr Abwechslung, mehr Items, mehr Rätsel! Kurz: Ich will ein Overlord 2.“

“Without the bugs, this game would have scored in the high 7s, but game ending flaws are unacceptable and have completely soured the otherwise fun time I had with the game. Overlord is a ‘play at your own risk’ title. If you’re lucky enough to avoid the bugs, you’ll find a fun game unlike any other on Xbox 360. If you do run head first into a game ending bug, don’t say we didn’t warn you.”

„Ohne die Bugs hätte das Spiel eine Wertung im hohen 7er-Bereich erhalten, doch die spielzerstörende Mängel sind nicht akzeptabel und haben mir den Spaß, den ich sonst mit dem Spiel hatte, vollständig verdorben. Overlord ist ein ‚Spiel-auf-eigenes-Risiko‘-Titel. Wenn man das Glück hat die Bugs zu vermeiden, wird man ein unterhaltsames Spiel wie kein anderes auf der Xbox 360 vorfinden.“